# Terror der Tongs
Terror der Tongs ist ein 1960 entstandener, britischer Spielfilm aus der Hammer Films-Produktion mit Christopher Lee und Geoffrey Toone in den Hauptrollen. Regie führte Anthony Bushell.

## Handlung
Hongkong im Jahre 1910. Die britische Kolonialmacht hat ihre Kronkolonie längst nicht so gut im Griff wie sie glaubt. Der kultivierte Chinese Mr. Ming, der soeben noch mit dem englischen Kapitän Sale an Bord dessen Schiffes geplaudert hat, wird, kaum ist er wieder an Land gegangen, von einem gedungenen Mörder mit einer Wurfaxt getötet. Ein hinzueilender Arzt namens Fu-Chao gibt dem zuvor von Ming niedergeschossenen Attentäter den Rest, und angebliche Verwandte von Mr. Ming tragen den Toten in Windeseile fort. Hinter der Bluttat steckt die mörderische Tong-Sekte, die mit dem „Roten Drachen“ eine Verbrecherorganisation aufgebaut hat, die von dem mysteriösen Chung King geleitet wird. Chung King wird kurz darauf von Fu-Chao aufgesucht, der ihm berichtet, dass eine bei Ming vermutete Namensliste nicht gefunden wurde. Chung King gibt daraufhin Anweisung, sich den ersten Offizier Wyngarde und den Kapitän des Schiffes vorzunehmen, da Ming an Bord einem der beiden Männer möglicherweise die besagte Liste ausgehändigt haben könnte. Wyngarde wird in Sales Kajüte ermordet aufgefunden. Als die Tongs Helena Sale, Kapitän Sales Tochter, ermorden, legen sie sich damit mit der britischen Kolonialmacht und vor allem Vater Sale an. Der plant nicht weniger, als die Täter zu fassen und die Macht oder besser: den Terror der Tongs zu brechen. Die Liste, auf der sich Mitgliedernamen der Tongs befinden, war in einem Album Helenas versteckt und wurde von Helenas Dienerin Anna entwendet.
Der „Rote Drache“, unterstützt von der chinesischen Regierung in Peking, hat seine eigenen Interessen und gibt ihrem Statthalter in Hongkong, Chung King, Anweisungen, die an sie zu überweisenden Geldbeträge zu erhöhen. Die Tongs sind Herr über die lukrativen Handelszweige Opium- und Mädchenhandel. Captain Sales Nachforschungen erweisen sich als schwierig; alle Chinesen, selbst, die er seit langem kennt, bevorzugen lieber zu schweigen, da sie Angst haben, andernfalls selbst Opfer der Tongs zu werden. Als Sale den Geldeintreiber der Tongs, den schmierigen Tang Hao, der gerade bei der Chinesin Maya abkassieren will, antrifft, vermöbelt er diesen, bis in einem Moment der Unachtsamkeit Tang Hao eine Pistole zückt. Dann plaudert Tang Hao aus dem Nähkästchen, über die Geschäfte des Roten Drachen und wie von Hongkong der Sklaven- und Opiummarkt kontrolliert werde. Ein junges Chinesenmädchen namens Lee schlägt den geschwätzigen Pier-Aufseher nieder, sodass Sale entkommen kann. Um Lee zu schützen, lässt Sale sie in sein Haus bringen. Am nächsten Morgen erfährt Sale vom District Commissioner Harcourt, dass Tang Hao mit durchschnittener Kehle aus dem Hafenbecken gefischt worden sei. Lee, die von Tang Hao wie sein Besitz gehalten wurde, will nun fortan bei Captain Sale bleiben. Wenig später taucht Commissioner Harcourt in der Bar des Li Tschung beim Strippenzieher Chung King auf, der für die Morde der Tongs verantwortlich zeichnet. Es wird klar, dass Harcourt mit dem hochgewachsenen Chinesen gemeinsame Sache macht. Auch Sale erscheint in der Bar, wird aber mit einem Betäubungsmittel in seinem Drink zu Fall gebracht.
Als er wieder das Bewusstsein erlangt, steht Chung King vor ihm. Dieser droht mit Folter, sollte Sale ihm nicht erzählen, welche Mitglieder des Tong er bereits kennen gelernt und was er von ihnen erfahren habe. Stunden später taucht im Dunkel der Nacht ein Anti-Tong-Chinese, genannt der „Bettler“, auf und befreit Sale. Bei sich zuhause kümmert sich Lee liebevoll um den Kapitän. Als der schurkische Tong-Arzt Fu-Chao auftaucht, um Sale zu ermorden, erledigt Lee ihn mit dessen eigener Giftspritze. Chung King lässt nicht locker. Diesmal lässt er einen fetten Chinesen mit Opium abfüllen, damit dieser im berauschten Zustand angstfrei Sale ermorden kann. Dazu soll Harcourt den Captain zum Pier 13 locken. Der Bettler fordert Sale auf, mit ihm und seinen Männern am Pier 13 zu dem verabredeten Zeitpunkt zu erscheinen und dort im offenen Kampf die endgültige Vernichtung der Tongs einzuleiten. Als der gedungene Mörder wie schon bei Ming Tage zuvor mit einer Axt auf Sale einstürmt, wirft sich die plötzlich auftauchende Lee todesmutig zwischen die beiden und wird vom Tong-Mann getötet, ehe er von Captain Sale mit Pistolenschüssen niedergestreckt werden kann. Im Sterben liegend, informiert Lee, dass auch Harcourt, der sie kurz zuvor besucht hatte, um Sale zu sprechen, ebenfalls für die Tongs arbeitet. Dann bricht der Kampf los, Mann gegen Mann. Auch Harcourt stößt hinzu. Als er zu unterliegen droht, rennt er zu Chung King, der ihn wegen seiner Erfolglosigkeit umbringen lässt. Als auch Sale erscheint, lässt sich Chung King von seinem eigenen Diener hinterrücks erstechen.

## Produktionsnotizen
Terror der Tongs wurde im April und Mai 1960 gedreht und am 15. März 1961 in den USA uraufgeführt. Die deutsche Erstaufführung fand am 7. April 1961 statt, die deutsche Fernsehpremiere war am 24. April 1994 auf Pro7.
Michael Carreras war Herstellungsleiter, Anthony Nelson Keys Produktionsleiter. Die Filmbauten entwarf Bernard Robinson.
Für Christoper Lee, der hier den chinesischen Anführer des verbrecherischen Geheimbundes spielte, war dieser Film quasi eine Generalprobe für seine ab Mitte der 1960er Jahre folgenden Fu-Man-Chu-Filme.

## Synchronisation
| Rolle                          | Darsteller      | Synchronsprecher   |
| ------------------------------ | --------------- | ------------------ |
| Chung King                     | Christopher Lee | Friedrich Joloff   |
| Captain Jackson Sale           | Geoffrey Toone  | Heinz Giese        |
| Lee                            | Yvonne Monlaur  | Anneliese Priefert |
| Bettler                        | Marne Maitland  | Wilhelm Borchert   |
| Hang Tao                       | Ewen Solon      | Klaus Miedel       |
| District Commissioner Harcourt | Brian Worth     | Siegmar Schneider  |
| Inspector Bob Dean             | Richard Leech   | Heinz Petruo       |
| Wang Hao                       | Roger Delgado   | Gerd Duwner        |
| Mr. Ming                       | Burt Kwouk      | Walter Wilz        |

## Kritiken
„Handelsüblicher Abenteuerfilm vor exotisch gemeintem Hintergrund.“

Der Movie & Video Guide verortete „gute Schauspielkunst aber möglicherweise ein wenig grausam für einige Zuschauer“.
Halliwell‘s Film Guide fand, es handele sich hier um „blutrünstiges Melodram mit reichlich Schreien, Folter und angedeuteten orgiastischen Vorgängen.“